# Ruta de Washington Irving

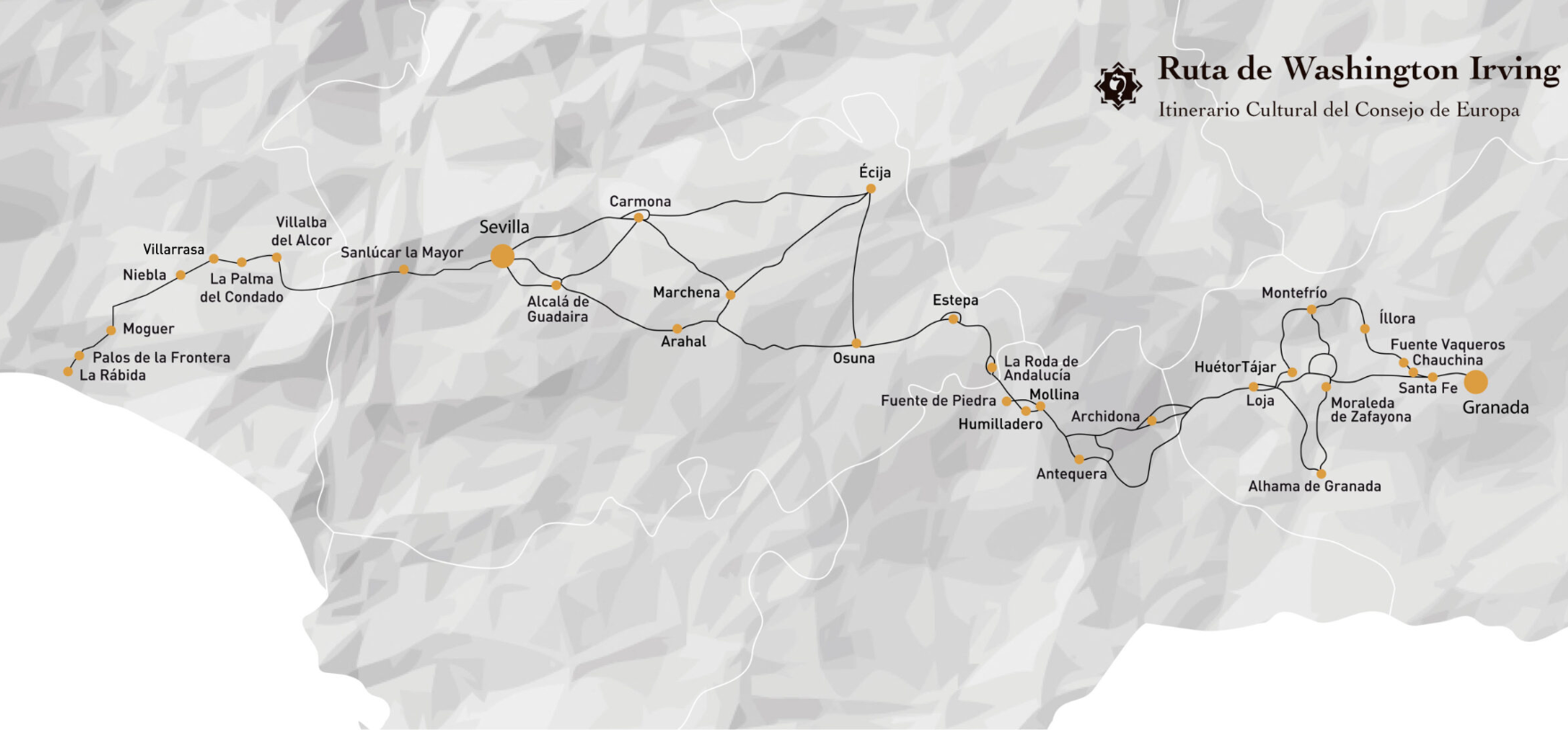
Ruta de Washington Irving

La Ruta de Washington Irving es una ruta turística española, que sigue los lugares visitados por Washington Irving en Andalucía, en el año 1828 y 1829, movido por la admiración del escritor por la civilización Hispanoárabe y por la figura de Cristóbal Colón y el Descubrimiento de América. El camino discurre por las provincias de Huelva, Sevilla, Málaga y Granada, protagonistas del viaje que realizó en la primera mitad del siglo XIX, y que proyectó la imagen romántica de Andalucía en Europa y América, atrayendo a multitud de artistas, escritores, curiosos y todo tipo de viajeros. 
La ruta está incluida en el Itinerario Cultural del Consejo de Europa, dentro de las Rutas de El legado andalusí.

## Motivación histórica
En 1828, Washington Irving realizó un viaje a Andalucía con el cónsul general de Rusia, Alexandre Gessler, y con el secretario de la embajada rusa, el barón Stroffrengen. Los viajeros comenzaron su viaje en Madrid el 1 de marzo. Al llegar a Andalucía visitaron Santa Elena, La Carolina, Andújar, El Carpio, Córdoba, Almodóvar del Río, La Rábita, Alcalá la Real, Puerto Lope, Pinos Puente, Granada, La Zubia, Lanjarón, Cádiar, Darrical, Berja, Adra, Málaga, Ronda, Atajate y Gaucín. El viaje terminó el 7 de abril en Gibraltar.

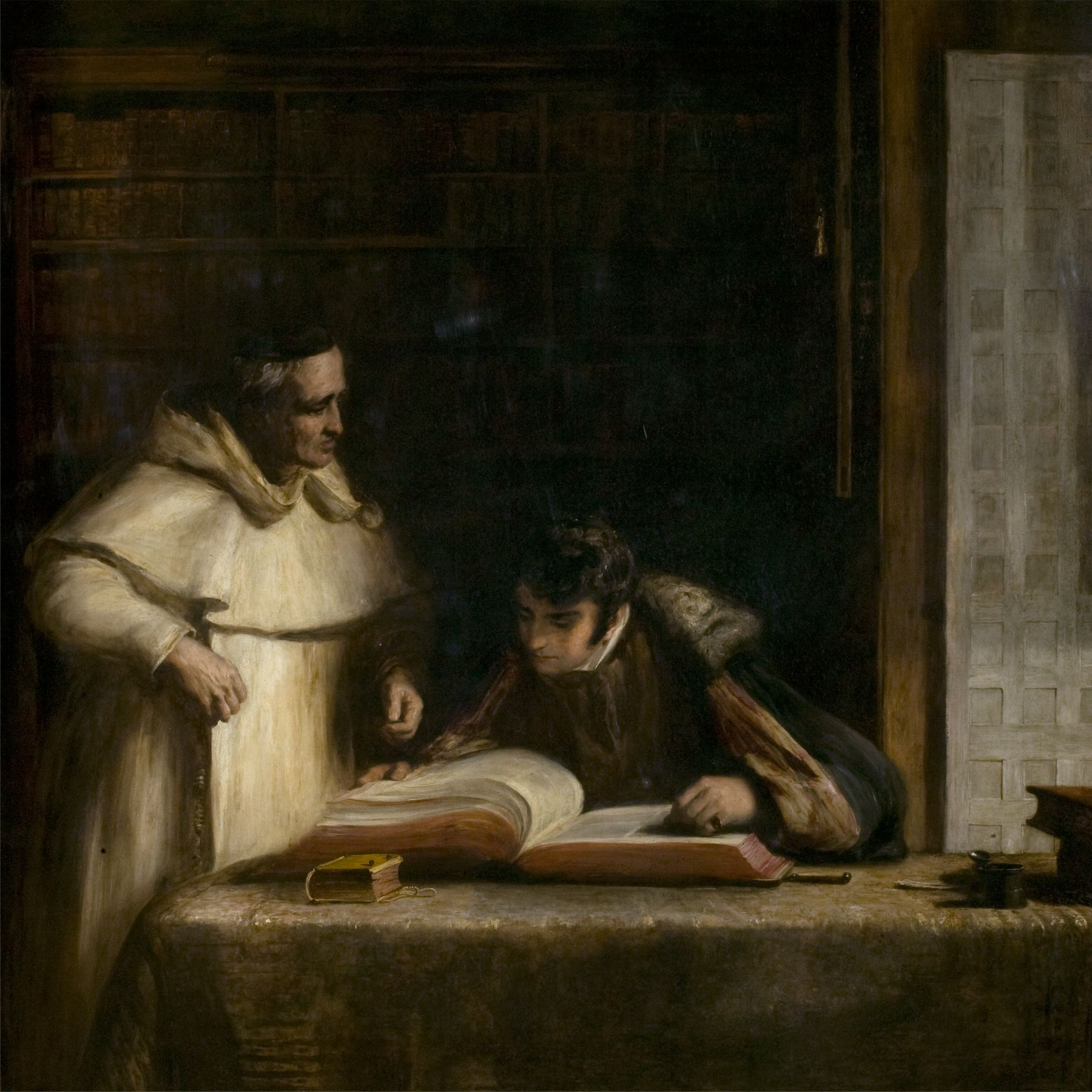
Washington Irving en los Archivos de Sevilla

Irving se instaló en la ciudad de Sevilla desde abril hasta julio de 1828. Viviendo en Sevilla, realizó excursiones a San Juan de Aznalfarache y Alcalá de Guadaíra. El 27 de abril de 1828 visitó la feria de Mairena del Alcor.
Washington Irving decidió hacer una excursión desde Sevilla para visitar los Lugares Colombinos. Partió el 11 de agosto y la mañana del día 12 se encontraba en Villarrasa. Luego pasó por Niebla y llegó a Moguer. En este municipio fue a conocer a los descendientes de los Pinzón. Juan Hernández-Pinzón le invitó a hospedarse en su casa, donde pasó aquellos días, y Luis Hernández-Pinzón le prestó un libro sobre su familia. Visitó el Monasterio de Santa Clara (Moguer). El día 13 de agosto fue a Palos de la Frontera, donde visitó la Iglesia de San Jorge y el Monasterio de Santa María de La Rábida. Tras esto regresó a Moguer. La mañana del 14 de agosto volvió a visitar el Convento de Santa Clara, estuvo en las ruinas del castillo y fue a las casas de descendientes de los Pinzón. Luego, pasó por La Palma del Condado y Villalba del Alcor. La mañana del 15 de agosto llegó a Sanlúcar la Mayor, desde donde regresó a Sevilla.
Escribió un libro titulado Viajes y descubrimientos de los compañeros de Colón, con un anexo titulado Una visita a Palos, donde describe este viaje. Este libro fue publicado en Londres en 1831 por John Murray y en Filadelfia ese mismo año por Carey y Lea. Este libro fue publicado en español por la Imprenta de Gaspar y Roig de Madrid en 1854.
Su diario de 1828 fue publicado en 1937 en Nueva York. En este diario se hace también referencia a su visita a los Lugares Colombinos.
Tras un tiempo fuera de España, en 1829 volvió a Sevilla, viajando a Granada en mayo de 1829 con el príncipe ruso Dimitri Ivanovich Dolgorukov. Se alojaron en una posada de Gandul, una antigua aldea de Alcalá de Guadaíra, y visitaron el Palacio de los Marqueses. Pasaron por Arahal, Osuna, Fuente de Piedra, Archidona, Loja y llegaron a Granada, donde se alojó durante unos meses antes de volver a irse.

## Historia de la ruta
En el año 2000 la Junta de Andalucía elaboró una recorrido turístico con el nombre de Ruta de Washington Irving. Era de unos 250 km. Este recorrido se hace en los alrededores de la autovía A-92 como referente.
El 23 de marzo de 2016 el Parlamento Andaluz aprobó la inclusión en la ruta a los Lugares Colombinos de la provincia de Huelva, lugares que visitó Washington Irving en 1828, así como los municipios por los que se pasa cuando uno se dirige a estos enclaves desde Sevilla.

## Ruta Huelva-Sevilla
Este tramo tiene como referente la visita de Washington Irving, realizada entre los días 12 al 14 de agosto de 1828, a los Lugares Colombinos, para conocer los lugares relacionados Cristóbal Colón y el Descubrimiento de América, así como los municipios por los que se pasa cuando uno se dirige a estos enclaves desde Sevilla.
- La Rábida, Palos de la Frontera, Moguer, Niebla, Villarrasa, La Palma del Condado, Villalba del Alcor, Sanlúcar la Mayor y Sevilla.

## Ruta Sevilla-Granada
Este tramo está basado en las visitas que realizó por Andalucía buscando la riqueza y el exotismo de la civilización hispanoárabe o andalusí. 
- Sevilla, Alcalá  de  Guadaíra, Arahal, Carmona, Écija, Marchena, Osuna,  Estepa,  La  Roda  de  Andalucía,  Fuente  de  Piedra, Humilladero, Mollina, Antequera, Archidona, Loja, Alhama de Granada, Huétor Tájar, Moraleda de Zafayona, Montefrío, Íllora, Chauchina, Fuente Vaqueros, Santa Fe y Granada.